# وزارت اقتصاد و دارایی فرانسه
وزارت اقتصاد و دارایی فرانسه (فرانسوی: Ministère de l'Économie et des Finances‎) از وزارتخانه‌های دولت فرانسه است، که وظیفه نظارت بر بانک‌ها و مؤسسات مالی این کشور را برعهده دارد. این وزارتخانه در سال ۱۹۵۸ تأسیس شد.